# Cola pachycarpa
Espèce
Classification APG III (2009)
Cola pachycarpa est une espèce de petits arbres de la famille des Sterculiaceae, dont les noms vernaculaires sont « cola des singes », ou encore « cola de brousse ». Son aire de répartition s’étend du Nigeria au Gabon. L’espèce est très répandue au Cameroun, principalement en forêt semi-caducifoliée.

## Description
L’arbre atteint 15 m de hauteur et 25 cm de diamètre, et présente un fût bossé.
Son écorce est de couleur gris-vert à brun. La tranche est blanchâtre et présente des lignes de couleur brun-jaune.
Les feuilles sont alternes, avec 3-9 folioles.
L’arbre produit d’avril à juin des inflorescences de 3 à 12 fleurs hermaphrodites de couleur rose, sans pétale. Les fruits se présentent sous forme de capsules de couleur rouge et d’aspect bosselé, et ils contiennent un liquide. Les graines, au nombre de 1 à 8 par follicule, sont aplaties, et entourées d’un arille ferme de couleur blanche, au goût sucré.

## Utilisation
L’arille, sucré, est comestible.